# توافق ایالات متحده-مکزیک-کانادا
توافق ایالات متحده-مکزیک-کانادا (انگلیسی: United States–Mexico–Canada Agreement) یا به اختصار یو اس ام سی ا (USMCA) یک توافقنامه تجارت آزاد بین کانادا، مکزیک و ایالات متحده است که جایگزین توافقنامه تجارت آزاد آمریکای شمالی (نفتا) در نظر گرفته شده‌است ‍‍‍.
این توافق نتیجه مذاکرات دوباره پیرامون نفتا توسط کشورهای عضو آن است. کشورهای عضو شرایط مورد توافق را به‌طور غیررسمی در تاریخ ۳۰ سپتامبر و به‌طور رسمی در ۱ اکتبر سال ۲۰۱۸ پذیرفتند. تصویب نهایی و اجرای این توافق در حال بررسی است.
مذاکرات برای اصلاح نفتا در سال ۲۰۱۷ و پس از آن آغاز شد که دونالد ترامپ تهدید کرد در صورت تغییر نکردن شرایط پیمان، آمریکا از آن خارج خواهد شد. ایالات متحده و مکزیک پس از مذاکراتی فشرده در اواخر ماه اوت ۲۰۱۸ بر سر آینده نفتا به توافق رسیدند. آمریکا و کانادا شامگاه یکشنبه ۳۰ سپتامبر، در لحظات پایانیِ مهلت تعیین‌شده برای مذاکرات، پس از شش هفته مذاکرات فشرده به توافق دست یافتند.
این توافق که جایگزین نفتا می‌شود با استقبال مقام‌های سه کشور روبه‌رو شده‌است و برای اجرایی شدن باید مجالس قانونگذاری سه کشور توافق جدید را تأیید کنند و پس از آن، احتمالاً در ماه نوامبر، رهبران سه کشور آن را امضا خواهند کرد. به این ترتیب، انتظار می‌رود که بخش اعظم پیمان جدید از سال ۲۰۲۰ میلادی اجرایی شود.
«توافق ایالات متحده-مکزیک-کانادا» ۱۶ سال اعتبار دارد، هرچند هر شش سال یک بار باید مورد بازبینی و بررسی قرار بگیرد.

## مفاد توافق
بنا بر این توافق، دامداران و تولیدکنندگان محصولات لبنی آمریکایی دسترسی بیشتری به بازار لبنیات کانادا خواهند داشت. .
در مقابل آمریکا برای خودروهای کانادایی تعرفه جدیدی وضع نخواهد کرد. به این ترتیب، بیش از دو و نیم میلیون خودروی تولید شده در کانادا از تعرفه معاف خواهند بود.
حداقل حقوق اکثر کارگران در صنعت خودروسازی هر سه کشور باید ۱۶ دلار باشد. کارگران مکزیکی تا به حال حقوق کمتری دریافت می‌کردند.
یک بخش جدید در توافق جدید به اصرار کانادا بر ترویج «سطح بالای محافظت از محیط زیست» تأکید دارد.
تجارت «دیجیتال» نیز برای نخستین بار به پیمان جدید اضافه شده‌است.
آمریکا از مخالفت خود با ادامه کار یک هیئت داوری حل اختلافات تجاری بین سه کشور صرف نظر کرد؛ بنابراین، هیئت مذکور در چارچوب پیمان جدید باقی خواهد ماند.
توافق جدید موضوع تعرفه‌های اخیر آمریکا بر واردات فولاد و آلومینیوم را در بر نمی‌گیرد.
رابرت لایت هایزر نماینده تجاری ایالات متحده و کریستیا فریلند وزیر خارجه کانادا در بیانیه ای مشترک که در شب یکشنبه ۳۰ سپتامبر صادر شد گفتند که «این توافق برای کارگران هر دو کشور بُرد به همراه دارد. آنها در ادامه افزودند که این یک توافقنامه با استاندارد بالا برای کارگران، کشاورزان، مزرعه داران و کسب و کارهاست که به بازارهای آزادتر، تجارت منصفانه‌تر و رشد اقتصادی قوی در منطقهٔ ما ختم خواهد شد. این توافق، موجب تقویت طبقه متوسط می‌شود و برای نیم میلیارد جمعیت آمریکای شمالی فرصت‌های جدید و مشاغل خوب با دستمزدهای بالا را ایجاد می‌کند».